# Richard Declerck
Richard Declerck (Brugge, 31 december 1899 – Antwerpen, 12 maart 1986) was een Vlaams advocaat, vrederechter, gouverneur, politicus en essayist.

## Levensloop
Richard Auguste François Declerck had een vader die herbergier was. In zijn kroeg leerde hij de aanhangers van priester Florimond Fonteyne, de "Fonteynisten" kennen, die dezelfde politieke strijd voerden als de aanhangers van priester Adolf Daens.
Hij volbracht zijn middelbare studies aan het Sint-Lodewijkscollege in Brugge, waar hij Vlaamsgezind werd. Hij trok in 1917, na de retorica, naar de vervlaamste universiteit in Gent, hetgeen als een daad van collaboratie met de bezetter werd beschouwd en hem verdere studies bemoeilijkte. Ondertussen volbracht hij zijn legerdienst. Hij kon vervolgens enige tijd de rechtenstudies aan de Katholieke Universiteit Leuven verder zetten en er het diploma van doctor in de rechten behalen. Hij was in Leuven lid van de studentenclub Moeder Brugse. Van 1926 tot 1935 was hij advocaat, ingeschreven aan de balie van Brugge.
Nog tot 1930 was hij actief in de Frontpartij. Achiel Van Acker, van wie de vrouw een nicht was van Declerck, beïnvloedde hem om zich te verwijderen van het Vlaams nationalisme en aan te sluiten bij de Belgische werkliedenpartij. In 1932 werd hij voor die partij verkozen tot gemeenteraadslid van Brugge. In 1935 werd hij vrederechter.
Binnen de socialistische beweging was Declerck:
- medewerker van het dagblad Vooruit (rubriek "Geestesleven");
- stichtend lid en bestuurslid van het Socialistisch Instituut voor Radio en Televisie (SIRT);
- ondervoorzitter van de Socialistische Arbeiders Radio-Omroep voor Vlaanderen (SAROV).

In Brugge was hij, samen met Achiel Van Acker, een van de initiatiefnemers van uitgeverij De Garve.
Hij trouwde in 1929 met Irma Merlevede. Ze hadden drie kinderen.

## Gouverneur
In 1946 benoemde eerste minister Achiel Van Acker hem tot gouverneur van de provincie Antwerpen. Hij nam de functie op 7 januari 1946 op. Hij was de eerste socialistische gouverneur in Vlaanderen en bekleedde het ambt tot in 1966.
Hij was sterk betrokken bij sociale conflicten in de provincie en trad meer dan eens als bemiddelaar op. Bij sociale conflicten in de haven trad hij als neutrale scheidsrechter op en kreeg hiervoor waardering zowel bij de havenarbeiders als bij de werkgevers.
Hij hield zich actief bezig met de economische ontwikkeling van de provincie van uit zijn functies van
- lid en vanaf 1952 voorzitter van de Economische Raad voor Vlaanderen;
- voorzitter vanaf 1956 van de Economische Raad van de provincie Antwerpen (ERA). Daarnaast lagen de interesses van de gouverneur vooral op het culturele vlak, waarbij hij pleitte voor een gulle subsidiepolitiek voor het theater en de oprichter was van het tweejaarlijks Festival van de Belgische Film. Onder zijn gouverneurschap werd de bouw van het openluchttheater in het Rivierenhof voltooid.

Declerck ontplooide activiteiten ten gunste van de Belgische film (oprichter van het Tweejaarlijks festival van de Belgische film) en van de opleiding voor toneel en dramaturgie. Zijn dochter Annie Declerck (1934-2021), getrouwd met componist Frederik Devreese (1929-2020), speelde een actieve rol in de Vlaamse toneelwereld.
Hij verdeelde zijn tijd tussen Antwerpen en Brugge en ligt begraven op het Antwerpse Schoonselhof.

## Andere activiteiten
Hij was verder ook nog:
- eerste nationale voorzitter (1963-1964) van het Guldensporenkomitee;
- lid van de raad van beheer van het Francquifonds;
- bestuurslid van de Belgische Radio en Televisieomroep (BRT);
- voorzitter van de Nationale Raad voor Nederlandse Dramaturgie;
- voorzitter van de Hoge Raad voor Toneel;
- voorzitter van de Bert Leysen-Prijs;
- voorzitter van de PEN-club België;
- medeoprichter van het openluchtteater Rivierenhof;
- bestuurslid van de Hoge Raad voor het Gezin;
- ondervoorzitter van het Studiecentrum voor Kernenergie in Mol;
- ondervoorzitter (1937-1957) van het Hulpfonds voor Weduwen en Wezen;

## Publicaties
- Een parlement: om wat te doen? 1992
- 20 jaar politieke en culturele zwerftochten 1980
- Mijn vriend Achiel, in: Liber amicorum Achiel Van Acker, Brugge, Orion, 1973.
- Achiel Van Acker: nonkel Pier e.a. Vanackerijen 1973
- Mijn vriend Achiel, voordracht, 1969
- Facetten van onze evoluerende wereld, 1946-1966 1966
- België’s bijdrage tot het ontluiken van een Europese geest 1964
- met Raymond Herreman, Peilingen doorheen het Franse geestesleven 1962
- Stand van het hedendaags toneel 1959
- Gestalten en gedachten 1957
- met Marcel Schiltz, Rembrandt Bugatti 1885-1916 1955
- met J.A. Robberechts, O. Engels, en Francis Bolen, De film in België 1954
- met Raymond Herreman, Peilingen doorheen het moderne Franse geestesleven 1948
- In memoriam Prof. Dr. A.H. Cornette 1947
- Marcus Aurelius Antoninus: Gesprekken met zichzelf 1937